# Óláfr Leggsson
Olafr Leggson, también conocido como Olafr svartaskald (poeta negro, para distinguirlo de su contemporáneo Óláfr hvítaskáld, poeta blanco), fue un escaldo de Islandia que vivió en el siglo XIII.
Pertenecía al clan familiar de los Lundarmenn. Hay indicios que señalan a Olafr como hijo del sacerdote islandés, Leggr Torfason.
Aparece en la saga Sturlunga como uno de los personajes implicados en la intriga que acabó con el asesinato de Jón murtur Snorrason, hijo legítimo de Snorri Sturluson.
Sobrevive muy poco de la obra de Leggson, pero aparece en Skáldatal como poeta de la corte de Haakon IV de Noruega.